# Darnell McDonald
Pour les articles homonymes, voir McDonald.
Darnell McDonald (né le 17 novembre 1978 à Fort Collins, Colorado, États-Unis) est un voltigeur de baseball évoluant en Ligue majeure avec les Yankees de New York.

## Carrière
Après des études secondaires à la Cherry Creek High School de Englewood (Colorado), Darnell McDonald est drafté le 3 juin 1997 par les Orioles de Baltimore au premier tour de sélection (26e choix). Il perçoit un bonus de 1,9 million de dollars à la signature de son premier contrat professionnel le 8 août 1997.
McDonald passe six saisons en Ligues mineures avant d'effectuer ses débuts en Ligue majeure le 30 avril 2004.
Devenu agent libre à l'issue de la saison 2004, McDonald s'engage successivement chez les Indians de Cleveland, les Tampa Bay Devil Rays puis les Nationals de Washington, mais il doit se contenter en Ligue mineures dans ces franchises en 2005 et 2006.
McDonald retrouve les terrains de Ligues majeures en 2007 sous l'uniforme des Twins du Minnesota, qu'il rejoint le 24 juin 2007. Après quatre apparitions au plus niveau avec les Twins, il est reversé en Ligues mineures en 2008.
Agent libre à l'automne 2008, il s'engage pour une saison avec les Reds de Cincinnati le 2 décembre 2008 et prend part à 32 matchs en Majeures avec les Reds.

### Red Sox de Boston
Il rejoint les Red Sox de Boston le 24 novembre 2009. En 2010, les nombreux joueurs blessés composant l'équipe des Red Sox permettent à McDonald de jouer davantage et il maintient une moyenne au bâton de ,270 en 117 matchs, avec 9 circuits et 34 points produits.
Présent pour 79 parties des Sox en 2011, il réussit 6 circuits et fait marquer 24 points.
Le 6 mai 2012, McDonald est utilisé comme lanceur dans un marathon de 17 manches remporté 9-6 par les Orioles de Baltimore à Fenway Park. Il est le lanceur perdant de ce match où les Orioles, aussi à court de lanceurs, utilisent aussi un joueur de position au monticule, en l'occurrence le lanceur gagnant de la partie, Chris Davis. C'est la première fois que deux joueurs de position sont opposés comme lanceurs dans un même match depuis George Sisler et Ty Cobb le 4 octobre 1925. C'est la deuxième fois de sa carrière que McDonald est employé comme lanceur, ayant fait une présence au monticule pour Boston en 2011.

### Yankees de New York
Le 4 juillet 2012, McDonald est soumis au ballottage et réclamé par les Yankees de New York.

## Statistiques
| Saison | Équipe     | G   | AB  | R  | H   | 2B | 3B | HR | RBI | SB | BA   |
| ------ | ---------- | --- | --- | -- | --- | -- | -- | -- | --- | -- | ---- |
| 2004   | Baltimore  | 17  | 32  | 3  | 5   | 1  | 0  | 0  | 1   | 1  | .156 |
| 2007   | Minnesota  | 4   | 10  | 0  | 1   | 0  | 0  | 0  | 0   | 0  | .100 |
| 2009   | Cincinnati | 47  | 105 | 12 | 28  | 6  | 1  | 2  | 10  | 1  | .267 |
| 2010   | Boston     | 117 | 319 | 40 | 86  | 18 | 3  | 9  | 34  | 9  | .270 |
| Totaux | Totaux     | 185 | 466 | 55 | 120 | 25 | 4  | 11 | 45  | 11 | .258 |

Note : G = Matches joués ; AB = Passages au bâton; R = Points ; H = Coups sûrs ; 2B = Doubles ; 3B = Triples ; 
HR = Coup de circuit ; RBI = Points produits ; SB = Buts volés ; BA = Moyenne au bâton.